# Secret City
Secret City, es una serie australiana de drama político transmitida por primera vez el 5 de junio del 2016 por la cadena Foxtel, y posteriormente publicada internacionalmente por Netflix el 26 de junio de 2018. Una segunda temporada titulada Secret City: Under the Eagle fue estrenada el 6 de marzo de 2019. Se desconoce si habrá una tercera.
La serie es una adaptación de las novelas The Marmalade Files, The Mandarin Code y The Shadow Game, del reportero Chris Uhlmann y el veterano de prensa Steve Lewis.

## Historia
Secret City
La primera parte, de seis capítulos, estableció un thriller político con altas apuestas en un mundo de secretos, mentiras, asesinato y traición. Bajo la fachada de Canberra, en medio de la creciente tensión entre China y Estados Unidos, la periodista política Harriet Dunkley, descubre una red de conspiraciones entrelazadas que pone la vida de inocentes e incluso la suya en peligro.
Secret City: Under the Eagle
La segunda parte sigue la historia de Harriet, que se ve atrapada en un encubrimiento militar y político orquestado por Catriona Bailey. Harriet busca la verdad, lo que la lleva de vuelta al corredor de poder de Canberra, esta vez trabajando para una inconformista e independiente parlamentaria. 

## Personajes[3]

### Personajes principales
| Actor             | Personaje                | Trabajo                                          | Episodios | Duración        |
| ----------------- | ------------------------ | ------------------------------------------------ | --------- | --------------- |
| Anna Torv         | Harriet Dunkley          | Periodista de Política                           | 12        | 2016 - presente |
| Jacki Weaver      | Catriona Bailey          | Senadora Laborista y Fiscal general de Australia | 12        | 2016 - presente |
| Marcus Graham     | Andrew "Griff" Griffiths | Corresponsal de Política                         | 12        | 2016 - presente |
| Sacha Horler      | Ludie Sypek              | Jefa del Gabinete del primer ministro            | 12        | 2016 - presente |
| Justin Smith      | William Vaughn           | Director de ASD                                  | 12        | 2016 - presente |
| Aleks Mikic       | Thomas                   | -                                                | 12        | 2016 - presente |
| Danielle Cormack  | Karen Koutoufides        | MP Independiente para Australia del Sur          | 6         | 2018 - presente |
| Rob Collins       | Joseph Sullivan          | Mayor                                            | 6         | 2018 - presente |
| Tom Wren          | Alex Berezin             | Cabildero de Energía                             | 6         | 2018 - presente |
| Robert Rabiah     | Sami Almasi              | -                                                | 6         | 2018 - presente |
| Andrew McFarlane  | Lockwood                 | Jefe de Aire Marshall                            | 6         | 2018 - presente |
| Christopher Kirby | Kip Buchanan             | Embajador de los Estados Unidos en Australia     | 6         | 2018 - presente |
| Laura Gordon      | Caroline Treloar         | Piloto de Drones                                 | 6         | 2018 - presente |
| Don Hany          | Ewan Garrity             | Primer ministro australiano                      | -         | 2018 - presente |
| Joel Tobeck       | Jim Hellier              | Ministro de Defensa                              | -         | 2018 - presente |

### Personajes secundarios
| Actor           | Personaje      | Trabajo              | N.º de episodios | Duración        |
| --------------- | -------------- | -------------------- | ---------------- | --------------- |
| Benedict Hardie | Declan Boyd    | -                    | 6                | 2018 - presente |
| Renee Lim       | Helen Wu       | -                    | 6                | 2018 - presente |
| Louisa Mignone  | Mina Almasi    | -                    | 6                | 2018 - presente |
| Di Adams        | Gaelene Curtis | -                    | 4                | 2018 - presente |
| Dalip Sondhi    | Yasir Younis   | -                    | 3                | 2018 - presente |
| Vanessa Moltzen | Kirsty Markson | -                    | 2                | 2018 - presente |
| Narek Arman     | Daniel Houli   | -                    | 1                | 2018            |
| Aanisa Vylet    | Rima Houli     | -                    | 1                | 2018            |
| Jayanna Assaf   | Aliah Almasi   | -                    | 1                | 2018            |
| Samuel Ball     | -              | Oficial de CPP       | 1                | 2018            |
| Greg Eccleston  | -              | Gerente de Piso      | 1                | 2018            |
| Miyuki Lotz     | Emily          | Asistente            | 1                | 2018            |
| David Nicoll    | -              | Agente de ASIO       | 1                | 2018            |
| Caria Watt      | -              | Recepcionista de DOD | 1                | 2018            |

### Antiguos personajes principales
| Actor            | Personaje      | Trabajo                                  | N.º de episodios | Duración |
| ---------------- | -------------- | ---------------------------------------- | ---------------- | -------- |
| Dan Wyllie       | Mal Paxton     | Ministro de Defensa                      | 6                | 2016     |
| Alan Dale        | Martin Toohey  | Primer ministro australiano              | 6                | 2016     |
| Alex Dimitriades | Charles Dancer | Oficial ASIO                             | 6                | 2016     |
| Miranda Tapsell  | Sasha Rose     | Periodista de Canberra                   | 6                | 2016     |
| Benedict Samuel  | Felix Crawford | Tutor de la Universidad de Canberra      | 6                | 2016     |
| Damon Herriman   | Kim Gordon     | Analista Superior ASD                    | 6                | 2016     |
| Matt Zeremes     | Sean Brimmer   | Agente Mayor                             | 6                | 2016     |
| Huw Higginson    | Gus Reardon    | Editor de la Revista "The Nation"        | 6                | 2016     |
| Eugenia Yuan     | Weng Meigui    | -                                        | 6                | 2016     |
| Mekhi Phifer     | Moreton        | Embajador estadounidense                 | 5                | 2016     |
| Brenna Harding   | Cassie         | Estudiante Universitaria de Canberra     | 5                | 2016     |
| Max Brown        | Kevin Dang     | Estudiante de la Universidad de Canberra | 4                | 2016     |
| Kimie Tsukakoshi | Ivy Chen       | -                                        | 4                | 2016     |
| Chris Haywood    | Lloyd Rankin   | exjefe de Misiones en China              | 2                | 2016     |
| Max Cullen       | Les Gordon     | -                                        | -                | 2016     |

### Antiguos personajes secundarios
| Actor           | Personaje      | Trabajo | N.º de episodios | Duración |
| --------------- | -------------- | ------- | ---------------- | -------- |
| David Roberts   | McAuliffe      | General | 6                | 2016     |
| Kate Mulvany    | Ronnie         | -       | 6                | 2016     |
| Sean Taylor     | Wheeler        | -       | 6                | 2016     |
| Ferdinand Hoang | Dhao           | -       | 6                | 2016     |
| Alice Chaston   | Sabine Hobbs   | -       | 6                | 2016     |
| Jeanette Cronin | Mrs. Hobbs     | -       | 6                | 2016     |
| Anni Finsterer  | Hartzig        | -       | 5                | 2016     |
| Gary Young      | Zheng          | -       | 5                | 2016     |
| Timothy Parsons | Max Dalgety    | -       | 5                | 2016     |
| Laura Brent     | Crick          | Doctora | 5                | 2016     |
| Alan Dukes      | Arnold Bennett | -       | 4                | 2016     |
| Sam Fraser      | Dylan          | -       | 4                | 2016     |
| Paul Gleeson    | Warwick        | -       | 3                | 2016     |
| Angela Bauer    | Helen Paxton   | -       | 3                | 2016     |
| Neil Pigot      | Brian Huxley   | -       | 3                | 2016     |
| Joanna Briant   | Mrs. Dalgety   | -       | 2                | 2016     |

## Episodios
La primera temporada de la miniserie estuvo conformada por seis episodios, al igual que la segunda temporada.

## Premios y nominaciones
| Año  | Categoría                                            | Premio      | Nominado       | Resultado |
| ---- | ---------------------------------------------------- | ----------- | -------------- | --------- |
| 2016 | Best Guest Or Supporting Actor In A Television Drama | AACTA Award | Damon Herriman | Ganó      |

## Producción
En junio del 2015 la cadena Foxtel anunció la creación de la serie y en agosto del 2015 se anunció el elenco que participaría en la miniserie.
La miniserie comenzó a rodarse en la capital nacional Canberra en agosto y se espera sea estrenada en marzo del 2016.
La serie contó con los guionistas Belinda Chayko, Matt Cameron, Marieke Hardy, Alice Addison, Tommy Murphy, Kris Mrksa y Greg Waters, y la productora Joanna Werner.